# کشتار زونگ

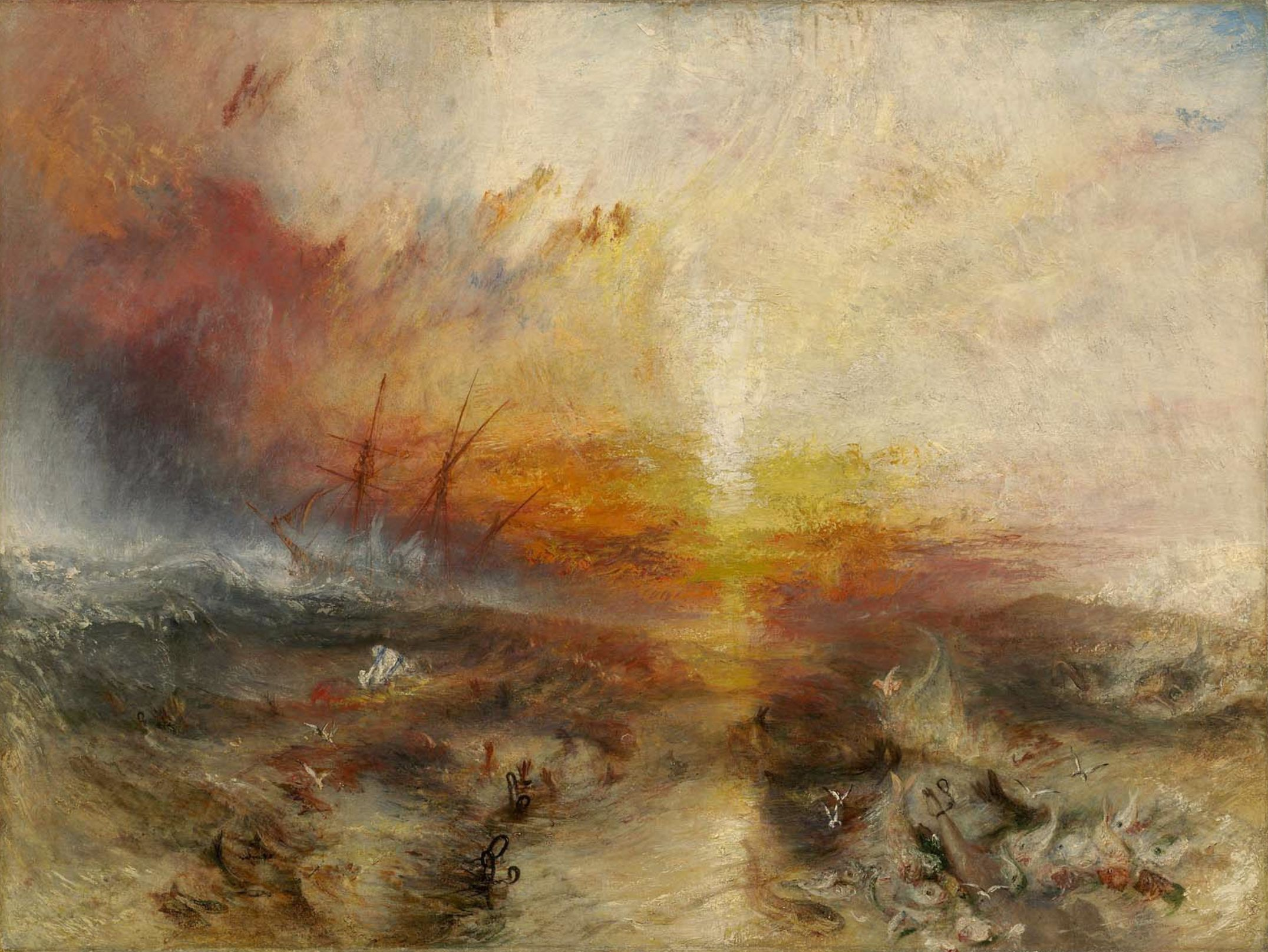
کشتی بردگان، اثری از ویلیام ترنر که ماجرای کشتی زونگ را ارائه می‌کند.

کشتار زونگ نام کشتاریست که در کشتی حمل بردگان زونگ رخ داد که در آن تقریباً ۱۴۲ زن، کودک و مرد آفریقایی که همگی برده بودند را به دریا انداختند تا غرق شوند. این کشتی متعلق به یکی از اتحادیه‌های برده‌داری لیورپول بود که با افرادی بر سر بیمه کردن جان برده‌هایش نیز به توافق رسیده بود. در طول مسیر، کشتی به دلیل رفتن به مسیری اشتباه، با مشکل کمبود مواد غذایی و نوشیدنی روبه‌رو می‌شود که در نهایت تصمیم می‌گیرند برده‌های داخل را به دریا انداخته و غرق کنند. در پی مرگ برده‌ها، افراد بیمه‌گر از پرداخت پول خودداری نموده و در نهایت کار به دادگاه کشیده می‌شود. دادگاه مربوطه طی حکمی، قتل عمل برده‌ها توسط خدمه کشتی را قانونی عنوان کرده و بیمه‌گران را ملزم به پرداخت تمامی پول‌ها می‌کند.

## کشتار
کشتی زونگ از آکرا در مسیر جامائیکا بود که از مسیر خود منحرف شد. گفته می‌شود بیش از ۴۴۲ برده را سوار کرده بودند که بسیار بیشتر از حد توان کشتی بود. شلوغی بیش از حد، سوء تغذیه و انواع بیماری‌ها در طول مسیر جان چندین خدمه و برده را گرفته بود. طبق گفته‌های جیمز کلسال، از خدمه کشتی، زمانی که به اشتباه بودن مسیر پی برده شد که تنها برای ۴ روز دیگر آب آشامیدنی باقی‌مانده بود. اگر برده‌ها در ساحل می‌مردند، بیمه‌گران هیچ پولی پرداخت نمی‌کردند، همچنین مرگ بر اثر عاملی طبیعی نیز شامل بیمه نمی‌شد. اما اگر برده‌ها شروع به نافرمانی می‌کردند، برای حفظ جان خدمه کشی و بر طبق قانون زیان همگانی، مرگش شامل بیمه می‌شد. نهایتاً در ۲۹ نوامبر ۱۷۸۱ تصمیم به انداختن تعدادی از برده‌ها به دریا گرفته شد. در ادامه ۵۴ زن و کودک از پنجره‌های کابین به دریا انداخته شدند. روز بعد (اول دسامبر) ۴۲ برده مذکر را به دریا انداختند و مرحله بعد ۳۶ نفر بعدی را... در این میان، ۱۰ نفر نیز به نشانه اعتراض به این رفتار ضد انسانی علیه برده‌ها، خود را به دریا پرت کردند. گفته می‌شود صدای فریاد بسیاری از برده‌ها در دریا شنیده می‌شد تا جایی که یکی از برده‌های داخل کشتی به خدمه پیشنهاد کرد که سایر برده‌های باقی‌مانده در کشتی بمانند ولی نه از آب و نه از غذا مصرف کنند که با درخواستش مخالفت کردند. طبق گفته‌های خدمه، یکی از برده‌هایی که به دریا انداخته شده بود توانست خود را مجدداً به کشتی برساند.
بعد از این واقعه، خدمه مدعی شدند، به خاطر کمبود آب برای ادامه سفرشان، برده‌ها شروع به نافرمانی کرده بودند که البته این ادعا چندی بعد رد شد، زمانی که کشتی با چندصد گالون آب باقی‌مانده به مقصد خود رسید. البته خدمه در این خصوص توضیح دادند که در روز اول دسامبر و در زمانی که در حال انداختن برده‌ها به آب بودند، باران شدیدی می‌بارید و توانسته بودند مقداری آب باران را جمع کنند.